# Neodistemon indicum
Neodistemon indicum är en nässelväxtart som först beskrevs av Hugh Algernon Weddell, och fick sitt nu gällande namn av Cherukuri Raghavendra Babu och A. N. Henry. Neodistemon indicum ingår i släktet Neodistemon och familjen nässelväxter. Inga underarter finns listade i Catalogue of Life.